# Califat omeyyade
Pour les articles homonymes, voir Califat omeyyade (homonymie).
Ne doit pas être confondu avec Califat de Cordoue.
661–750
Entités précédentes :
- Califat bien guidé
- Royaume du Ouarsenis
- Royaume de l'Aurès
- Royaume d'Altava
- Royaume wisigoth
- Royaume du Sind (en)

Entités suivantes :
- Califat abbasside
- Émirat de Nekor
- Émirat sufrite de Tlemcen
- Émirat de Berghouata
- émirat d'Arménie
- Émirat de Cordoue

Le Califat omeyyade (en arabe : الخلافة الأموية (al-Ḫilāfah al-ʾumawiyyah)) est un califat fondé par la dynastie arabe des Omeyyades, qui gouverne le monde musulman de 661 à 750. Les Omeyyades sont originaires de la tribu de Quraych, qui domine la Mecque au temps du prophète Mahomet.
À la suite de la guerre civile ayant opposé principalement Muʿāwiyah ibn ʾAbī Sufyān, gouverneur de Syrie, au calife ʿAlī ibn ʾAbī Ṭalib, et après l'assassinat de ce dernier, Muʿāwiyah fonde le Califat omeyyade en prenant Damas comme capitale, faisant de la Syrie la base d'un Califat qui fait suite au Califat bien guidé et qui devient, au fil des conquêtes, le plus grand État musulman de l'Histoire. Ainsi, les successeurs de Muʿāwiyah Ier étendent les frontières du Califat de l'Indus jusqu'à la péninsule Ibérique, entrant en guerre à plusieurs reprises notamment avec l'Empire romain d'Orient et l'Empire khazar, et faisant disparaître le Royaume wisigoth. Le Califat omeyyade s'étend même au-delà des Pyrénées avant d'être arrêté par Charles Martel à la bataille de Poitiers en 732.
Devant une expansion aussi importante et l'incorporation de populations non musulmanes toujours de plus en plus nombreuses, des problèmes d'assimilation, mais aussi de financement, ne tardent pas à se manifester. Les non musulmans (chrétiens, juifs, zoroastriens, etc.) jouissent d'une liberté de culte et d'une large autonomie judiciaire, mais ils sont soumis à l'impôt de la djizîa en compensation de leur exemption du service militaire. Étant donné l'expansion rapide, la plupart des fonctionnaires romains sont reconduits à leur poste après l'incorporation au Califat. Cette relative tolérance religieuse permet d'assurer une stabilité dans la Syrie, majoritairement chrétienne et fief des Omeyyades, mais d'autres provinces connaissent des troubles récurrents qui poussent à bout les finances de l'État afin de pacifier des régions souvent éloignées, mettant en danger une stabilité politique difficile sur un aussi vaste territoire. Ces troubles sont souvent dus à une inégalité sociale entre les musulmans arabes et les populations conquises, mais également entre tribus arabes rivales.
Vers 746 sort du silence au Khorassan un mouvement assez hétéroclite, dirigé par les Abbassides, qui finit par faire chuter et remplacer le Califat omeyyade après la bataille du Grand Zab, en 750. À la suite de cette bataille, la plupart des membres de la dynastie omeyyade sont tués, mais l'un de leurs survivants s’installe en al-ʾAndalus et fonde un nouvel État à Cordoue, cinq ans plus tard.
Sous le Califat omeyyade, l'aire de répartition de l'arabe se voit multipliée. De célèbres bâtiments, comme le dôme du Rocher ou la Grande Mosquée des Omeyyades, sont construits pendant cette période. Cependant, les califes omeyyades, à l'exception notable de ʿUmar II, souffrent d'une mauvaise réputation dans l'historiographie musulmane, principalement chiite. Les adversaires des Omeyyades leur reprochent principalement d'avoir transformé le califat d'une institution religieuse en une institution dynastique et héréditaire, mais aussi d'avoir versé le sang de la famille du Prophète. Le nationalisme arabe considère la période omeyyade comme une partie de l'âge d'or arabe, qu'il aspire à restaurer. Cette nostalgie de la période omeyyade est surtout vive en Syrie, noyau du Califat omeyyade.

## Histoire

### Origines
Les Omeyyades sont issus de la tribu arabe de Qurayš. Vers la deuxième moitié du Ve siècle, ʿAbd Manāf ibn Quṣayy des Qurayš est chargé de la maintenance et de la protection de la Kaaba et de ses pèlerins à la Mecque. Cette responsabilité est héritée par ses fils ʿAbd Šams, Hāšim (à l'origine du clan des Banū Hāšim dont est issu le prophète Mahomet) et d'autres. ʾUmayyah, à l'origine du clan des Banū ʾUmayyah, ou Omeyyades, est le fils de ʿAbd Šams,. Il succède à son père en tant que commandant de la Mecque en temps de guerre, ce qui s'avère instructif plus tard pour les Banū ʾUmayyah, qui acquièrent des compétences organisationnelles politiques et militaires importantes. Ainsi, vers la fin du VIe siècle, le clan des Banū ʾUmayyah domine le commerce prospère de Qurayš en tissant un réseau de routes commerciales, notamment avec la Syrie, et en nouant des alliances économiques et militaires avec les tribus arabes nomades qui contrôlent le désert d'Arabie, augmentant encore plus sa puissance politique.
Avec à leur tête ʾAbū Sufyān ibn Ḥarb, les Banū ʾUmayyah font partie des principaux opposants de Mahomet lorsqu'il commence à prêcher l'islam, mais ils finissent par se convertir après la conquête de la Mecque par les musulmans en 630,. Afin de s'assurer la loyauté des Banū ʾUmayyah, le Prophète leur accorde des postes importants dans l'État naissant,,. Médine devenant le centre politique des musulmans, ʾAbū Sufyān et de nombreux Banū ʾUmayyah s'y installent afin de maintenir leur influence croissante.
Après la mort du Prophète en 632 surgit une crise de succession. ʾAbū Bakr aṣ-Ṣiddīq, un des tout premiers compagnons du Prophète, finit par faire consensus et est élu calife, ayant la confiance aussi bien des premiers musulmans que des nouveaux convertis. Il accorde aux Banū ʾUmayyah un rôle important dans la conquête musulmane de la Syrie : il nomme d'abord Ḫālid ibn Saʿīd en tant que commandant de l'expédition, avant de le remplacer par quatre commandants, dont Yazīd, fils de ʾAbū Sufyān qui a des propriétés en Syrie et maintient un réseau commercial,.
Le successeur de ʾAbū Bakr, ʿUmar ibn al-Ḫaṭṭāb (634-644), même s'il diminue l'influence de l'élite de Qurayš en faveur des premiers compagnons du Prophète sur les plans politique et militaire, n'affecte pas l'ancrage grandissant des fils de ʾAbū Sufyān en Syrie, qui était déjà en grande partie conquise en 638. Après la mort du gouverneur de Syrie ʾAbū ʿUbaydah ibn al-Ǧarrāḥ en 639, Yazīd est nommé à sa place (districts de Damas, de Palestine et du Jourdain). Il meurt peu après et ʿUmar nomme alors son frère Muʿāwiyah ibn ʾAbī Sufyān gouverneur de Syrie. Le traitement de faveur de ʿUmar envers les fils de ʾAbū Sufyān pourrait venir de son respect envers cette famille, leur alliance bourgeonnante avec les puissants Banū Kalb pour contrebalancer l'influence des tribus himyarites, déjà entrées dans le district de Homs pendant la conquête, ou simplement par manque de candidat convenable, la peste d'Emmaüs ayant déjà emporté de nombreux hommes, dont ʾAbū ʿUbaydah et Yazīd. Sous l'administration de Muʿāwiyah, la Syrie demeure pacifiée, organisée et bien défendue face à ses puissants voisins et anciens dirigeants, les Romains.
À la mort du deuxième calife bien guidé ʿUmar en 644, ʿUṯmān ibn ʿAffān, un des tout premiers compagnons du Prophète et membre des Banū ʾUmayyah, lui succède. Initialement, il maintient les différents gouverneurs nommés par son prédécesseur à leur poste, mais, progressivement, commence à les remplacer par des Banū ʾUmayyah ou des membres du clan plus large des Banū ʿAbd Šams. Ainsi, Muʿāwiyah reste gouverneur de Syrie et d'autres membres du clan sont nommés gouverneurs de territoires conquis en Irak et en Iran. Marwān ibn al-Ḥakam, cousin de ʿUṯmān, devient son conseiller principal. En 645-646, ʿUṯmān ajoute la Djézireh aux territoires gouvernés par Muʿāwiyah et accède favorablement à sa demande de prendre possession de toutes les terres romaines en Syrie afin de financer ses troupes. Même s'il est un membre important du clan des Banū ʾUmayyah, ʿUṯmān n'est généralement pas considéré comme faisant partie de la dynastie omeyyade car élu par consensus parmi le cercle restreint des dirigeants musulmans ; d'ailleurs, il n'essaie jamais de nommer un membre de son clan à sa succession. Néanmoins, à la suite de sa politique, les Banū ʾUmayyah retrouvent la puissance qu'ils avaient perdue après la conquête de la Mecque. Cette politique finit par provoquer l'ire de l'élite musulmane ne faisant pas partie des Banū ʾUmayyah,. ʿUṯmān est assassiné à la suite de protestations en 656, déclenchant la Grande discorde ou Première Fitnah. Selon l'historien Hugh N. Kennedy, l'assassinat de ʿUṯmān est expliqué par sa détermination à centraliser le pouvoir de l'État entre les mains de l'élite de Qurayš, particulièrement son clan qu'il estime avoir la compétence et l'expérience nécessaires pour gouverner, aux dépens de nombreux premiers musulmans.
ʿAlī ibn ʾAbī Ṭalib, cousin et gendre de Mahomet, est élu pour succéder à ʿUṯmān, mais une partie de l'élite de Qurayš s'oppose à cette succession, vu les circonstances de la mort de ʿUṯmān, sans tenir ʿAlī pour responsable de son assassinat pour autant. Parmi les principaux opposants à l'élection de ʿAlī figurent les compagnons du Prophète Ṭalḥah ibn ʿUbayd Allāh et az-Zubayr ibn al-ʿAwwām, qui, après avoir été réfractaires à la politique de ʿUṯmān en faveur des Banū ʾUmayyah, craignent de voir avec ʿAlī le pouvoir échapper des mains de Qurayš. Cette opposition finit par dégénérer en guerre civile. Après la défaite des opposants de ʿAlī à la bataille du Chameau, qui voit la mort de leurs principaux chefs Ṭalḥah et az-Zubayr, tous deux potentiels candidats au califat, Muʿāwiyah se voit propulsé à la tête de l'opposition. ʿAlī est désormais largement reconnu en Irak (où il établit sa capitale à Koufa) et en Égypte. S'il arrive à remplacer les gouverneurs de ces régions sans mal, il en va autrement pour la Syrie, que Muʿāwiyah gouverne depuis plus de seize ans et qui constitue une base politique et militaire (grâce aux tribus arabes syriennes aguerries par les combats contre les Romains) puissante. Initialement, Muʿāwiyah se garde de revendiquer le califat, préférant plutôt saper l'autorité de ʿAlī et consolider sa position en Syrie, le tout au nom de la vengeance de l'assassinat de ʿUṯmān, dont il accuse ʿAlī,,. Les deux camps, avec le gros de leurs partisans respectivement d'Irak et de Syrie, finissent par se rencontrer à la bataille de Ṣiffīn au début de 657. L'issue de la bataille est indécise et les deux partis décident de recourir à un arbitrage. Cette décision finit par affaiblir l'autorité de ʿAlī sur ses partisans, contraint de négocier avec Muʿāwiyah d'égal à égal. Ceux qui sont contre l'arbitrage, arguant que ʿAlī est choisi par Dieu pour être calife et qu'il ne doit pas lui désobéir, se séparent de son camp et deviennent les kharidjites. La coalition de ʿAlī se désagrège progressivement, de nombreux chefs de tribus d'Irak rejoignant secrètement le camp de Muʿāwiyah, dont l'allié ʿAmr ibn al-ʿĀṣ finit par chasser en juillet 658 le gouverneur que ʿAlī avait nommé en Égypte. Pendant que ʿAlī est embourbé dans sa lutte contre les kharidjites, Muʿāwiyah est acclamé par ses partisans en Syrie, dont le noyau dur, les tribus arabes syriennes, le reconnaît comme calife en 659 ou 660. ʿAlī est assassiné par un kharidjite en janvier 661. Muʿāwiyah saisit alors l'opportunité pour marcher sur Koufa, contraint al-Ḥasan, fils de ʿAlī, à lui céder l'autorité califale et obtient la reconnaissance de la noblesse tribale arabe de la région,. Désormais, Muʿāwiyah est largement accepté comme calife, marquant ainsi le début du Califat omeyyade, bien que l'opposition des kharidjites et de quelques loyalistes de ʿAlī persiste à un degré moindre.

### Soufyanides

#### Règne deMuʿāwiyahIer
Muʿāwiyah Ier transfère la capitale de Koufa à Damas. L'émergence de la Syrie en tant que centre politique du monde musulman est due à vingt années de retranchement de Muʿāwiyah dans cette région, à la présence d'une population arabe relativement importante répartie à travers toute la Syrie, contrastant avec d'autres provinces où la présence arabe est isolée dans des villes de garnison, ainsi qu'à la domination d'une seule confédération tribale, Quḍāʿah, menée par les Banū Kalb, contrairement au large éventail de tribus en compétition en Irak. Selon le théologien Julius Wellhausen, ces tribus arabes longuement établies en Syrie, anciennent chrétiennes et incorporées dans les armées romaines et ghassanides, « sont plus habituées à l'ordre et à l'obéissance » que leurs homologues irakiennes. Muʿāwiyah Ier s'appuie sur le puissant chef kalbite Ibn Baḥdal, ainsi que sur le noble kindite Šuraḥbīl ibn as-Simṭ et les commandants originaires de Qurayš Ad-Dahhak ibn Qaïs al-Fihri (en) et ʿAbd ar-Raḥmān, fils du général Ḫālid ibn al-Walīd, afin de garantir la loyauté des composantes clé des troupes syriennes. Ces dernières sont occupées par le nouveau calife à lancer des raids annuels ou bi-annuels sur l'Empire romain, ce qui leur permet d'acquérir une expérience sur le champ de bataille et des butins importants, mais sans gain territorial permanent. L'île de Rhodes est ainsi conquise pendant quelques années. Vers la fin de son règne, Muʿāwiyah Ier entre en trêve avec l'empereur romain d'Orient Constantin IV pour une durée de trente ans, obligeant les Omeyyades à payer un tribut annuel d'or, de chevaux et d'esclaves.
Le principal défi de Muʿāwiyah Ier est de rétablir l'unité de la communauté musulmane et d'affirmer la crédibilité des institutions, ainsi que son propre pouvoir, à travers les provinces du Califat après la désintégration politique et sociale de la Grande discorde. Les principales voix d'opposition viennent d'Irak : Koufa et Bassorah, villes de garnison, peuplées d'Arabes arrivés avec la conquête musulmane durant les années 630-640, sont irritées par le transfert du pouvoir en Syrie, et sont réfractaires à tout pouvoir centralisé puissant, en général. Les deux villes restent cependant divisées et en compétition pour l'hégémonie en Irak, et la population irakienne elle-même est globalement divisée en noblesse arabe tribale et en premiers convertis, eux-mêmes divisés en pro-Alides et en kharidjites, qui suivent leur propre interprétation stricte de l'islam. Muʿāwiyah Ier décide d'adopter une approche décentralisée en Irak en forgeant des alliances avec la noblesse tribale locale, tel al-ʾAšʿaṯ ibn Qays, et en confiant l'administration de Koufa et Bassorah à des membres hautement expérimentés de la tribu de Ṯaqīf, respectivement al-Muġīrah ibn Šuʿbah et son protégé Ziyād ibn ʾAbīh, que le calife adopte comme son demi-frère. En échange de la reconnaissance de sa suzeraineté, du maintien de l'ordre et de l'envoi d'une portion relativement symbolique des recettes fiscales provinciales à Damas, le calife laisse ses gouverneurs gérer leur province avec une grande autonomie. Après la mort d'al-Muġīrah en 670, Muʿāwiyah Ier rattache Koufa et ses dépendances à Bassorah, faisant de Ziyād pratiquement un « vice-calife » de la moitié orientale du Califat. Par la suite, Ziyād lance une campagne concertée pour établir fermement la domination du Califat dans la vaste région du Khorassan, dans l'Est de l'Iran, et relancer les conquêtes musulmanes dans les régions environnantes (Kaboul, Boukhara, Samarcande). Peu après sa mort, son fils ʿUbayd Allāh lui succède.
À l'ouest, ʿAmr ibn al-ʿĀṣ gouverne l'Égypte depuis sa capitale provinciale de Fostat en tant que partenaire virtuel de Muʿāwiyah Ier jusqu'à sa mort en 663, après quoi, des gouverneurs loyalistes sont nommés en Égypte, qui devient pratiquement un appendice de la Syrie. Sous la direction de Muʿāwiyah Ier est lancée la conquête d'Ifriqiya, menée en 670 par ʿUqbah ibn Nāfiʿ al-Fihriyy, qui y fonde la ville de Kairouan.

#### Règne deYazīdIer
Contrairement à ʿUṯmān, Muʿāwiyah Ier restreint l'influence de ses parents omeyyades au gouvernorat de Médine, où l'élite musulmane dépossédée, y compris les Omeyyades, est méfiante ou hostile à son gouvernement,. Cependant, dans un acte sans précédent dans l'Histoire musulmane, il nomme son fils Yazīd à sa succession en 676, introduisant la règle héréditaire dans la succession califale et, en pratique, transformant l'office de califat en royauté. Cette nomination est reçue par une large désapprobation et une opposition vive des Irakiens et des membres de Qurayš (Omeyyades inclus), basés au Hedjaz, mais la plupart finissent par être soudoyés ou contraints à accepter. Yazīd Ier devient ainsi le deuxième calife omeyyade après la mort de son père en 680. Dès son accession au pouvoir, il doit faire face à une révolte et un défi à son pouvoir par les pro-Alides de Koufa, qui invitent al-Ḥusayn, second fils de ʿAlī et petit-fils de Mahomet, à organiser depuis l'Irak une révolte contre le pouvoir omeyyade. La Deuxième Fitnah éclate. Une armée mobilisée par le gouverneur d'Irak ʿUbayd Allāh intercepte et tue al-Ḥusayn et un groupe de ses partisans hors de Koufa, à la bataille de Kerbala. Bien qu'il contrecarre une opposition active à Yazīd Ier en Irak, le meurtre du petit-fils du Prophète indigne de nombreux musulmans et accroît considérablement l'hostilité de Koufa envers les Omeyyades et la sympathie pour la famille de ʿAlī. La rupture entre sunnites et chiites (partisans de ʿAlī) est désormais définitive.
Le deuxième défi majeur à l'autorité de Yazīd Ier émane d'Arabie, où ʿAbd Allāh ibn az-Zubayr, fils d'az-Zubayr ibn al-ʿAwwām (protagoniste de la Grande discorde et compagnon du Prophète) et petit-fils du premier calife bien guidé ʾAbū Bakr aṣ-Ṣiddīq, plaide pour un conseil de Qurayš afin d'élire un calife et rallie à sa cause une importante opposition aux Omeyyades depuis son quartier général dans le sanctuaire le plus sacré de l'islam, la Kaaba à la Mecque. Médine prend également fait et cause pour Ibn az-Zubayr et expulse les Omeyyades de la ville en 683. L'armée syrienne envoyée par Yazīd Ier met en déroute Médine à la bataille d'al-Ḥarrah puis la pille avant d'assiéger Ibn az-Zubayr à la Mecque.

#### Fin du règne des Soufyanides
L'armée syrienne lève le siège de La Mecque lorsqu'elle apprend la mort de Yazīd Ier en 683. Ibn az-Zubayr saisit alors l'occasion et se proclame calife, obtenant l'allégeance de la plupart des provinces du Califat, Irak et Égypte inclus. En Syrie, Ibn Bahdal (en) sécurise la succession de Yazīd Ier avec l'accession au pouvoir de son fils Muʿāwiyah II, dont l'autorité est probablement limitée à Damas et aux districts méridionaux de la Syrie. Muʿāwiyah II est malade depuis son accession au pouvoir et c'est Ad-Dahhak (en) qui assure les devoirs pratiques du calife, qui meurt au début de 684 après quarante jours de règne, sans désigner de successeur. La mort de Muʿāwiyah II marque ainsi la fin du règne de la branche soufyanide des Omeyyades (nommée d'après ʾAbū Sufyān ibn Ḥarb, père de Muʿāwiyah Ier). En effet, le soufyanide le plus âgé, al-Walīd ibn ʿUtbah, neveu de Muʿāwiyah Ier, meurt peu après Muʿāwiyah II, tandis qu'un autre oncle paternel de ce dernier, ʿUṯmān ibn ʿAnbasah, qui a le soutien des Banū Kalb du district du Jourdain, reconnaît le califat d'Ibn az-Zubayr, qui est son oncle maternel. Ibn Baḥdal favorise alors Ḫālid et ʿAbd Allāh, frères de Muʿāwiyah II, pour lui succéder, mais ils sont vus comme trop jeunes et inexpérimentés par la majorité de la noblesse tribale pro-omeyyade en Syrie,.

### Marwanides

#### Transition deMarwānIeret fin de la Deuxième Fitnah
Le pouvoir omeyyade au Cham est au bord de l'effondrement après la mort de Muʿawiya II. Ad-Dahhak (en), qui contrôle Damas, les Banū Qays ʿAylān ou Qaysites, qui dominent le district militaire de Qinnasrīn et la Djézireh, les Banou Joudham, qui dominent le district militaire de Palestine, ainsi que les ʾAnṣār et les tribus d'Arabes du sud, qui dominent collectivement le district militaire de Homs, choisissent tous de reconnaître Abd Allah ibn az-Zubayr en tant que calife. Marwān ibn al-Ḥakam, ancien conseiller du calife bien guidé ʿUṯman et chef des Omeyyades chassés de Médine, se prépare également à prêter serment d'allégeance (bay'a) à Ibn az-Zubayr, mais il en est dissuadé par Ubayd Allah ben Ziyad, qui vient d'être chassé d'Irak et se réfugie au Cham où il essaie de maintenir la domination omeyyade. ʿUbayd Allāh persuade Marwān de présenter sa propre candidature au califat. Lors d'un sommet de tribus syriennes pro-omeyyades organisé par Ibn Bahdal (en) à Jabiyah, l'ancienne capitale des Ghassanides, Marwān est élu calife en échange de privilèges économiques accordés aux tribus loyales,. Par la suite, en août 684, Marwān Ier obtient une victoire décisive à la bataille de Marj Rahit (en) sur une bien plus grande armée qaysite menée par Ad-Dahhak, qui trouve la mort. Peu après, les tribus d'Arabes du sud à Homs et les Banou Joudham rejoignent les Quḍāʿah menés par les Banou Kalb pour former la confédération tribale de Yaman. La querelle bourgeonnant entre les deux coalitions de Yaman et des Qaysites évolue en un conflit sur le long cours, les Qaysites se regroupant dans la forteresse de Circesium, sur l'Euphrate, menés par Zufar ibn al-Ḥāriṯ al-Kilābiyy et décidés à venger leurs pertes à Marǧ Rāhiṭ,. Bien que Marwān Ier ait repris le contrôle total du Cham dans les mois qui suivent la bataille, les conflits intertribaux sapent les fondements du pouvoir omeyyade, à savoir l'armée syrienne. En 685, Marwān Ier et Ibn Bahdal chassent le gouverneur mis en place par Ibn az-Zubayr et le remplacent par le fils du calife, ʿAbd al-ʿAzīz, qui gouverne la province jusqu'à sa mort en 704 ou 705. Un autre de ses fils, Muḥammad, est chargé de mater la rébellion de Zufar en Djézireh.

Contrôle territorial des différentes factions pendant la Deuxième Fitnah (les Omeyyades en rose).

Marwān Ier meurt en avril 685 et son fils aîné ʿAbd al-Malik lui succède. Bien que ʿUbayd Allāh ait tenté de restaurer l'armée syrienne des califes soufyanides, les divisions persistantes entre les Qaysites et Yaman contribuent à la déroute massive de l'armée et à la mort de ʿUbayd Allāh aux mains d'Ibrahim ibn al-Achtar à la bataille de Khazir (en) en août 686. Ce revers retarde la tentative de ʿAbd al-Malik de rétablir l'autorité omeyyade en Irak, tandis que les pressions de l'Empire romain d'Orient et les raids en Syrie effectués par les Mardaïtes le contraignent à signer un traité de paix avec l'Empire en 689, augmentant considérablement le tribut annuel des Omeyyades aux Romains. Lors du siège de Circesium en 691, ʿAbd al-Malik se réconcilie avec Zufar et les Qaysites en leur offrant des postes privilégiés dans l'armée et la cour omeyyades, inaugurant une nouvelle politique du calife et de ses successeurs pour équilibrer les intérêts des Qaysites et de Yaman dans l'État. Avec son armée unifiée, ʿAbd al-Malik marche contre les forces d'Ibn az-Zubayr en Irak, après s'être secrètement assuré la défection des principaux chefs tribaux de la province et vaincu le gouverneur de la Sawad placé par Ibn az-Zubayr, son demi-frère Mous'ab, lors de la bataille de Maskin en 691. Après quoi, le commandant omeyyade al-Ḥaǧǧāǧ ibn Yūsuf aṯ-Ṯaqafiyy assiège La Mecque (en) en 692 avec des engins de siège qui endommagent la Kaaba et finit par vaincre Ibn az-Zubayr qui est tué, marquant ainsi la fin de la Deuxième Fitna et la réunification temporaire du monde musulman sous l'autorité de ʿAbd al-Malik.

#### Consolidation et expansion
Un autre événement majeur du règne de ʿAbd al-Malik est la construction du dôme du Rocher à Jérusalem. La chronologie de sa construction est incertaine, mais il semble que le monument est achevé en 692, ce qui signifie qu'il est déjà en construction pendant la guerre civile avec Ibn az-Zubayr. Certains historiens voient dans cette construction une tentative d'instaurer un pèlerinage rivalisant avec celui de la Kaaba, alors sous le contrôle d'Ibn az-Zubayr. Le règne de ʿAbd Al-Malik est aussi marqué par la centralisation de l'administration du Califat, l'établissement de l'arabe en tant que langue officielle et l'utilisation d'une monnaie unique, le dinar, marqué par sa décoration aniconique, qui remplace la drachme sassanide et le solidus byzantin. ʿAbd al-Malik reprend également l'offensive contre l'Empire romain d'Orient, qu'il vainc à la bataille de Sébastopolis, et reprend le contrôle de l'Arménie et d'une partie du Caucase.
Al-Walīd Ier devient calife à la mort de son père ʿAbd al-Malik en 705. Sous son règne, la Grande Mosquée des Omeyyades à Damas est construite et la mosquée du Prophète à Médine est rénovée. Le début du VIIIe siècle voit également une importante expansion territoriale du Califat omeyyade, notamment au Maghreb avec la chute des Royaumes de l'Aurès et d'Altava, dans la péninsule Ibérique et jusqu'en Septimanie, avec la conquête du Royaume wisigoth en 711 par le général Ṭāriq ibn Ziyād. À l'est, le général Muḥammad ibn al-Qāsim aṯ-Ṯaqafiyy navigue jusqu'au Sind, qu'il conquiert ainsi qu'une partie du Pendjab. Ces conquêtes en Inde, quoique coûteuses, rapportent près de 60 000 000 dirhams au Califat omeyyade, selon l'historien al-Balâdhurî, sans compter les taxes, prélèvements et droits imposés aux riches avant-postes commerciaux du Sind sur les routes de l'océan Indien. Enfin, Qutaybah ibn Muslim conquiert de riches cités en Asie centrale, comme Samarcande, Ferghana et Boukhara, entre 705 et 715, annexant une grande partie de la Transoxiane et entrant en contact avec la Chine de la dynastie Tang. L'ensemble de ces conquêtes accroît considérablement le butin de guerre du Califat, semblable en quantité à celui amassé lors des conquêtes du deuxième calife bien guidé ʿUmar. Le Califat omeyyade s'étend désormais du Sind jusqu'à l'océan Atlantique.

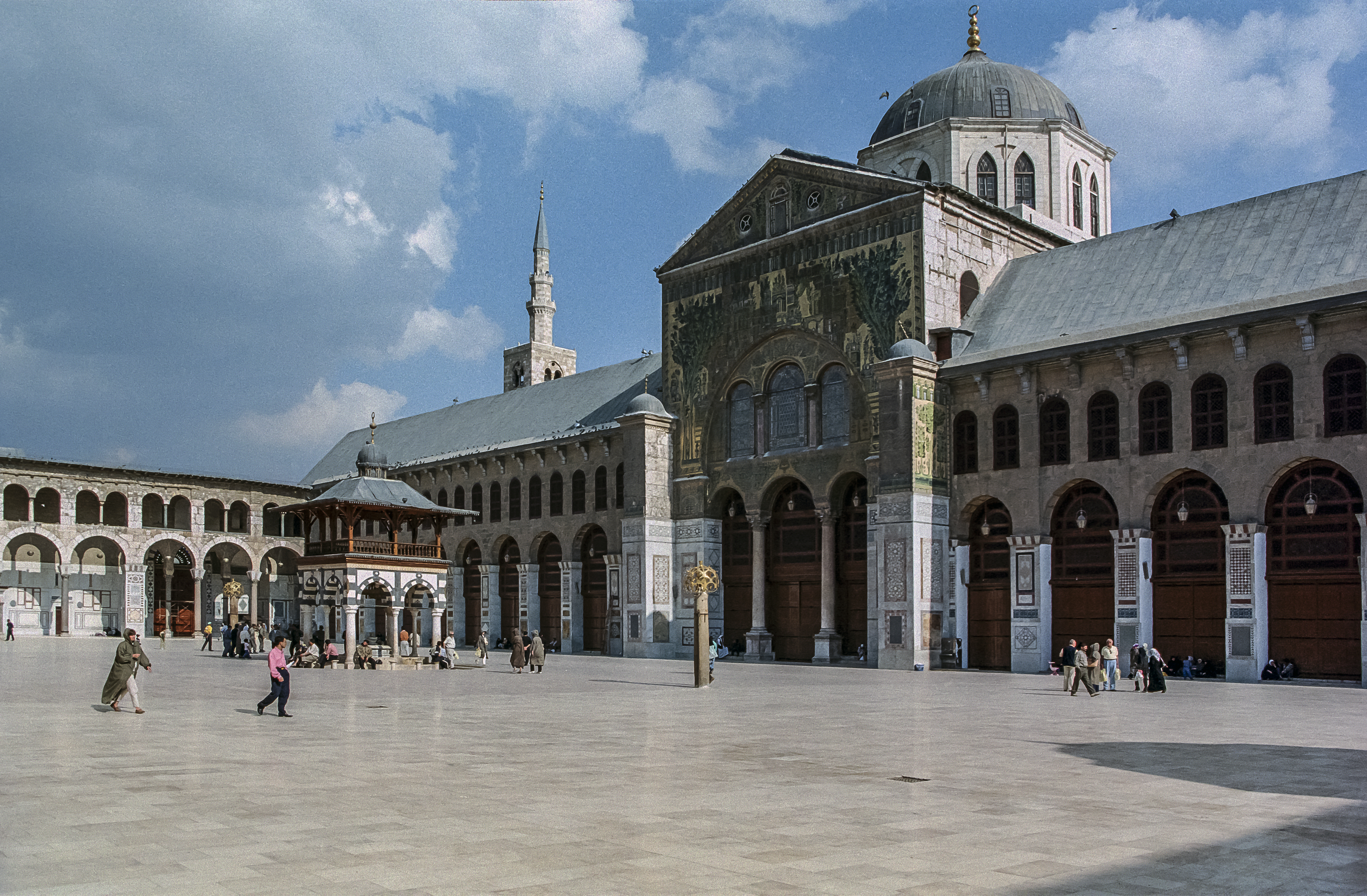
Grande Mosquée des Omeyyades, Damas.

Al-Ḥaǧǧāǧ, gouverneur d'Irak, est une figure marquante du règne d'al-Walīd Ier et de son prédécesseur. À la tête de troupes importées de Syrie, il maintient régulièrement l'ordre en Irak, pays réfractaire à l'autorité omeyyade, en créant la ville de Wasit, qui sert de garnison à ses troupes. Ces troupes s'avèrent cruciales pour mater une rébellion déclenchée par le général Ibn al-ʾAšʿaṯ, qui avait auparavant servi le Califat, au début du VIIIe siècle.
Le règne de Sulaymān, frère et successeur d'al-Walīd Ier, est marqué par l'échec du siège de Constantinople, qui met un terme aux vues omeyyades sur la capitale byzantine ; mais il est aussi marqué par la continuation de l'expansion territoriale, en Transoxiane, sous Qutaybah, et en Inde notamment. Cependant, les Omeyyades et leurs alliés Türgesh et Tibétains sont sévèrement défaits par la Chine et les Göktürk à la bataille d'Aksou. Après quoi, les Türgesh s'allient aux Chinois et comment à lancer des raids en Transoxiane contre le Califat.

#### Apogée
ʿUmar II, fils du gouverneur d'Égypte ʿAbd al-ʿAzīz ibn Marwān, succède à son cousin Sulaymān en 717. C'est un calife à la position particulière dans la dynastie. Réputé sage et très pieux, il est parfois le seul à être reconnu calife par la tradition ultérieure. ʿUmar II est notamment honoré pour sa lutte contre les problèmes fiscaux concernant la conversion à l'islam. En effet, à cette époque, le Califat omeyyade est peuplé majoritairement de chrétiens, juifs, zoroastriens, etc. Leur conversion n'est pas forcée, mais ils sont sujets à une taxe, la capitation (ǧizyah). D'un point de vue financier, la conversion massive diminuerait les revenus de l'État, et certains gouverneurs découragent les conversions à l'islam, mais ʿUmar II tente de résoudre le problème, insistant sur l'égalité de traitement entre musulmans arabes et non arabes, et enlevant les obstacles à la conversion des non Arabes à l'islam.

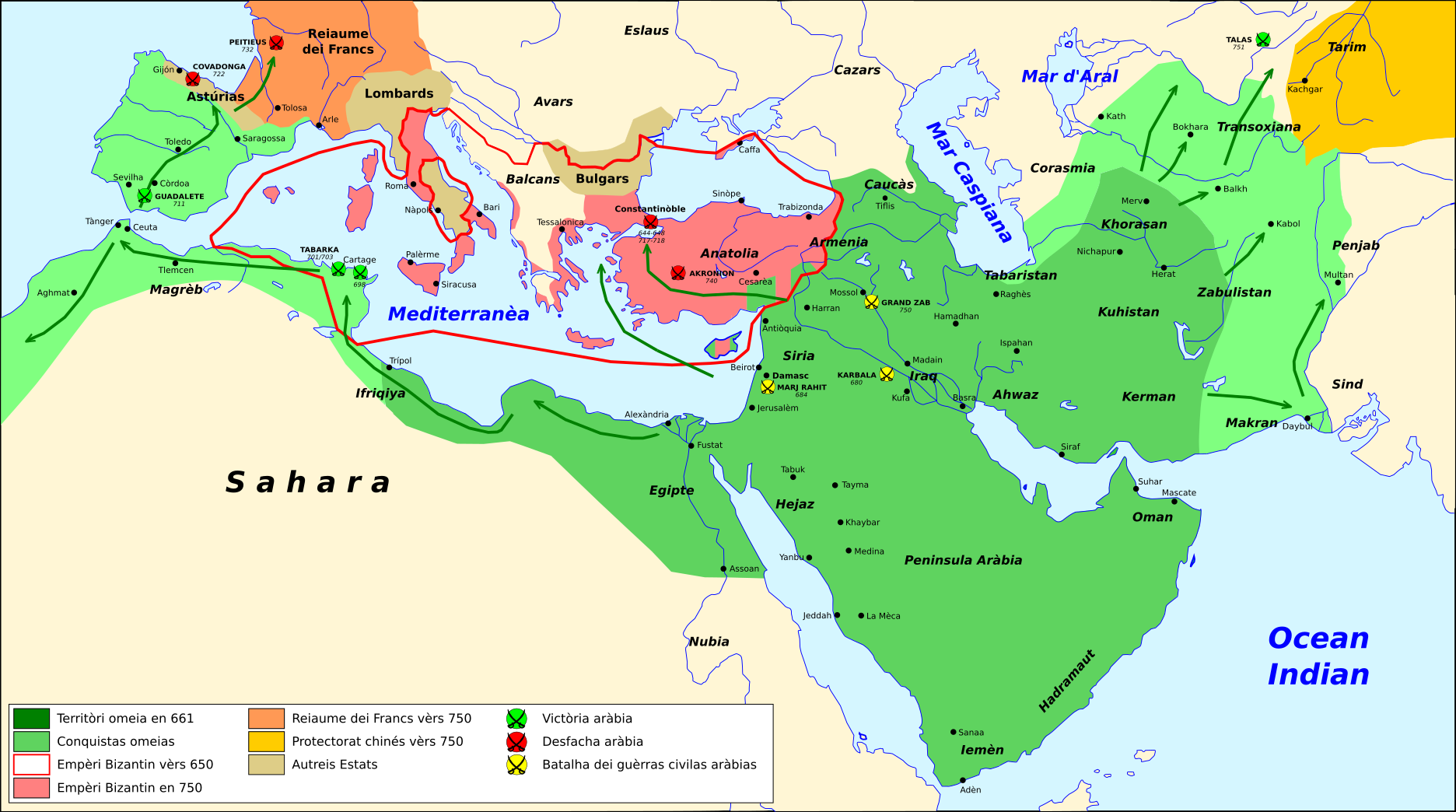
L'expansion arabe durant le Califat omeyyade.

Après la mort de ʿUmar II en 720, Yazīd II, un autre fils de ʿAbd al-Malik, lui succède. Une nouvelle révolte majeure, menée par Yazīd ibn al-Muhallab, éclate alors en Irak et est arrêtée par Maslamah ibn ʿAbd al-Malik, demi-frère du calife. Yazīd II prône une politique iconoclaste en ordonnant la destruction des images chrétiennes à travers le Califat. C'est durant son règne et celui de son successeur que le Califat omeyyade atteint son extension maximale. Le politologue Rein Taagepera estime que vers les années 720, la superficie du Califat omeyyade est d'environ 11 100 000 km2,, pour une population d'environ 34 000 000 hab.. L'historien Khalid Yahya Blankinship estime pour sa part la population du Califat vers les années 720 à 63 000 000 hab..

Carte montrant l'antagonisme navale byzantino-musulman du.

Le dernier fils de ʿAbd al-Malik à devenir calife est Hišām, qui succède à Yazīd II en 724. Son assez long règne marque l'apogée militaire et territorial du Califat omeyyade. Après l'échec du siège de Constantinople en 718, qui avait donné un coup d'arrêt à l'expansion omeyyade, Hišām reprend la guerre contre l'Empire romain d'Orient en pénétrant en Anatolie. Après plusieurs victoires, l'avancée des armées omeyyades est freinée à la bataille d'Akroinon. Le règne de Hišām voit aussi les limites de l'expansion en Europe après la défaite omeyyade à la bataille de Poitiers en 732, face au Royaume franc et à l'Aquitaine. Le Califat reste néanmoins maître de la péninsule Ibérique. En 739 se déclenche la Grande révolte berbère au Maghreb, qui est probablement le plus grand revers militaire du règne de Hišām. De cette révolte naissent les premiers États musulmans indépendants du Califat : Émirats de Nekor, de Tlemcen et de Berghouata. Le Maghreb Extrême devient complètement indépendant et ne sera plus jamais gouverné par un calife de l'Est. Peu après, les Omeyyades perdent également le contrôle d'al-ʾAndalus. En Inde, les Omeyyades sont défaits par les Chalukya et les Pratihâra, arrêtant pour un temps l'expansion vers l'est. Dans le Caucase, la confrontation avec l'Empire khazar atteint son paroxysme sous Hišām. Les Omeyyades font de Derbent une base militaire majeure à partir de laquelle ils lancent des attaques au nord du Caucase, mais ils échouent à soumettre les Khazars et essuient une défaite sévère à la bataille de Marǧ ʾArdabīl. Des révoltes majeures éclatent aussi en Bactriane et en Transoxiane, qui restent difficiles à gouverner, notamment à cause du problème des droits des musulmans non arabes, problème qui continue à déstabiliser le Califat et ses territoires périphériques nouvellement conquis.

#### Troisième Fitnah
En 743, al-Walīd II (fils de Yazīd II) succède à Hišām. Al-Walīd II est plus connu pour son attirance pour les plaisirs que pour la religion. Il s'attire très vite de nombreux ennemis en tuant ceux qui se sont opposés à son accession au pouvoir. Son règne est également marqué par la lutte contre les qadarites, adeptes d'un mouvement religieux qui s'oppose aux Omeyyades.
En 744, Yazīd III le Réducteur, proclamé calife à Damas et fils d'al-Walīd Ier, attaque avec son armée al-Walīd II et le tue. Il tient son surnom du fait de sa réduction des rentes militaires de 10 %. Réputé pieux et sympathisant avec les qadarites, il meurt six mois après son accession au pouvoir.
Yazīd III désigne comme successeur son frère ʾIbrāhīm, mais Marwān, petit-fils de Marwān Ier par son père Muḥammad, prend le pouvoir à ʾIbrāhīm après avoir marché sur Damas en décembre 744 à la tête d'une armée de la frontière nord et se proclame calife. Marwān II déplace la capitale à Harran et une rébellion éclate en Syrie. En représailles, il détruit les murs de Damas et de Homs. Les kharidjites se soulèvent également, notamment en Irak, et mettent en avant des califes rivaux.

### Chute
En 747, au moment où Marwān II prévoit de rétablir l'ordre en Irak, un mouvement bien plus important commence à menacer le Califat omeyyade : le mouvement hachimite, du nom de ʾAbū Hāšim, fils de Muḥammad ibn al-Ḥanafiyyah et petit-fils de ʿAlī ibn ʾAbī Ṭalib. C'est une branche des chiites kaysanites, menée par les Abbassides, du clan des Banū Hāšim dont est issu Mahomet, rival des Banū ʾUmayyah. Le mouvement hachimite est actif au Khorassan et mène une campagne de prosélytisme et de recrutement depuis 719 environ. Les Abbassides rallient également à leur cause les anciens partisans de la révolte d'al-Muḫtār, qui étaient partisans de Muḥammad ibn al-Ḥanafiyyah vers la fin des années 680, lors de la Deuxième Fitnah. La croissance soutenue du mouvement hachimite vient notamment du fait de sa popularité aussi bien auprès des Arabes que des non Arabes (mawālī), ce qui joue un rôle crucial.
Vers 746, ʾAbū Muslim al-Ḫurāsāniyy prend la tête du mouvement et initie une insurrection ouverte contre le pouvoir omeyyade un an plus tard, ralliant de plus en plus de partisans sous le signe de l'étendard noir des Abbassides. Ces derniers prennent très vite le contrôle de tout le Khorassan, chassant le gouverneur omeyyade Naṣr ibn Sayyār al-Kināniyy, et se dirigent vers l'ouest. Koufa est prise en 749 et Wasit, dernier bastion omeyyade en Irak, est assiégée. Marwān II, à la tête de l'armée omeyyade, se dirige alors vers l'est pour arrêter les Abbassides. Les deux armées se rencontrent à la bataille du Grand Zab au début de 750 et les Omeyyades sont défaits. ʾAbū al-ʿAbbās as-Saffāḥ, chef des Abbassides, est proclamé calife à Koufa. La même année, Damas est prise en avril 750 et Marwān II fuit en Égypte, où il est tué en août. C'est la fin du Califat omeyyade et le début du Califat abbasside.
Les Abbassides détruisent la plupart des tombeaux omeyyades, n'épargnant que celui de ʿUmar II, et presque tous les membres de la famille sont traqués et tués, mais le prince ʿAbd ar-Raḥmān ibn Muʿāwiyah, petit-fils de Hišām, réussit à s'enfuir, à gagner al-ʾAndalus via le Maghreb et à y établir un émirat à Cordoue. En 929, l'émir ʿAbd ar-Raḥmān III prend le titre de calife.

## Administration
L'administration du Califat omeyyade s'inspire en partie de celle de l'Empire romain d'Orient. Globalement, elle est organisée en quatre grandes branches qui traitent les différentes affaires du Califat : les affaires religieuses, les affaires politiques, les affaires militaires et les affaires fiscales. Chacune de ces trois branches est subdivisée à son tour en bureaux et départements. Avec l'expansion rapide du Califat, le nombre d'Arabes qualifiés pour les différentes tâches administratives devient insuffisant, si bien qu'il est accordé aux employés locaux des différentes provinces conquises de conserver leur poste sous le gouvernement omeyyade. Ainsi, le travail des administrations provinciales est en grande partie enregistré en pehlevi, en copte, ou encore en grec. Ce n'est que sous ʿAbd al-Malik que l'arabe finit par s'imposer dans les différentes administrations provinciales en tant que langue officielle unique.

### Bureaux centraux
Le Califat omeyyade est géré par six bureaux centraux : dīwān al-ḫarāǧ (bureau des revenus), dīwān ar-rasāʾil (bureau de la correspondance), dīwān al-ḫātam (bureau du sceau), dīwān al-barīd (bureau de la poste), dīwān al-quḍāh (bureau de la justice) et dīwān al-ǧund (bureau de l'armée).

#### Dīwān al-ḫarāǧ
C'est le bureau chargé d'administrer les finances du Califat. Il impose et collecte également les taxes et les impôts, notamment l'impôt foncier.

#### Dīwān ar-rasāʾil
C'est le bureau chargé de la correspondance d'État. Il fait circuler les missives et les communiqués officiels à travers tout le Califat, et vers les officiers centraux et provinciaux. Il coordonne également l'action des autres bureaux.

#### Dīwān al-ḫātam
Ce bureau est chargé de lutter contre les actes de contrefaçon, notamment des documents officiels, qu'il copie et conserve avant de les sceller et de les envoyer à leur destination, si bien qu'au fil du temps, de véritables archives d'État se développent à Damas. Ce bureau est conservé par les Abbassides, lorsqu'ils prennent le pouvoir.

#### Dīwān al-barīd
Introduit par Muʿāwiyah Ier, ce bureau gère la poste à travers le Califat. Sous ʿUmar II, plusieurs caravansérails voient le jour le long des routes, notamment au Khorassan. Des relais de chevaux permettent la liaison entre le calife, ses agents et les officiers provinciaux. Les routes principales sont subdivisées en tronçons d'environ 19 km, chaque tronçon ayant ses montures qui transportent le courrier et assurent la liaison avec le tronçon suivant. Initialement prévu pour les besoins du gouvernement, ce système profite également aux particuliers et à l'armée. Sous le gouverneur Yūsuf ibn ʿUmar, le bureau de poste d'Irak coûte environ 4 000 000 dinars par an.

#### Dīwān al-quḍāh
La justice est gérée par un bureau indépendant. Les juges principaux, à partir de 661, siègent en Égypte. Les plus grandes villes du Califat ont chacune un juge musulman ou cadi, généralement nommé par le gouverneur de la province. Le cadi reçoit les plaideurs chez lui ou, plus souvent, à la mosquée, lors d'audiences publiques.

#### Dīwān al-ǧund
C'est le bureau chargé de l'administration militaire. L'armée est divisée en cinq corps : le centre, les deux ailes, l'avant-garde et l'arrière-garde, en marche ou au champ de bataille. Marwān II abandonne ce système et introduit la cohorte (kurdus), petite formation compacte. L'armée omeyyade se compose de trois divisions : la cavalerie, l'infanterie et l'artillerie. La cavalerie utilise des selles pleines et rondes, l'infanterie est d'inspiration romaine et l'artillerie est formée de mangonneaux, béliers et balistes. Initialement, des pensions et indemnités de subsistance sont accordées même aux militaires qui ne sont pas en service actif, cependant, Hišām instaure une réforme et seuls les participants aux combats sont payés.

### Provinces
Le Califat omeyyade est divisé en plusieurs provinces, dont les frontières changent au fil du temps à plusieurs reprises. Chaque province est dirigée par un gouverneur nommé par le calife. Le gouverneur a autorité sur les officiers religieux et militaires, la police et l'administration civile de sa province. Le budget provient directement des taxes prélevées dans la province, et le surplus est envoyé à Damas. Vers les dernières années du Califat, avec l'effritement du pouvoir central, certains gouverneurs n'envoient pas ce surplus et se constituent une grande fortune personnelle.

### Monnaie

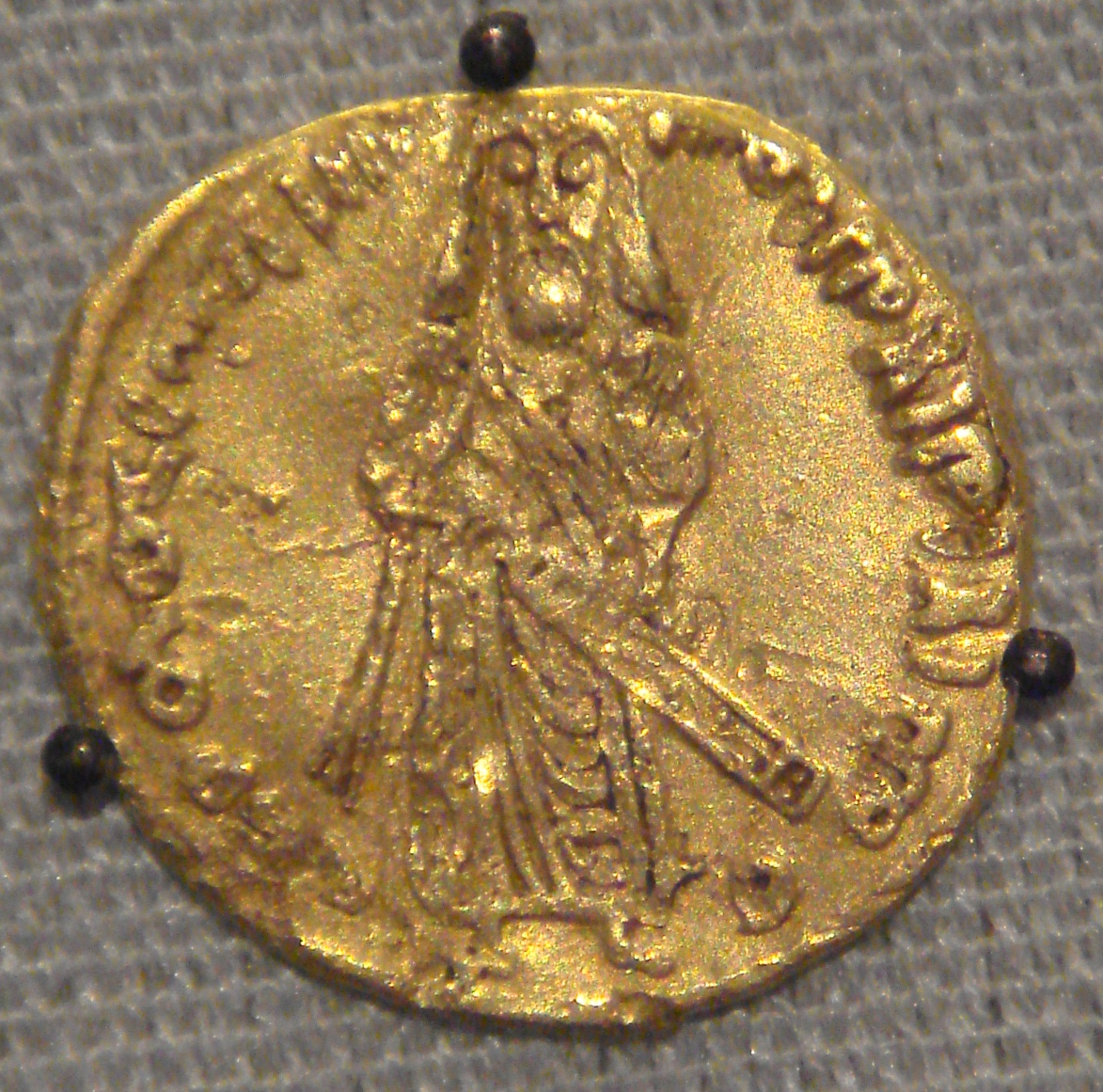
Dinar omeyyade à l'effigie du calife ʿAbd al-Malik.

Le commerce après la conquête omeyyade utilise au départ des pièces préexistantes, romaines ou sassanides, sur lesquelles sont parfois frappés des versets du Coran. Vers 697, le Califat omeyyade commence à frapper sa propre monnaie à Damas, la première monnaie musulmane de l'Histoire. La pièce d'or est appelée le dinar, la pièce d'argent, le dirham et la pièce de cuivre, le fals.

## Société
La société omeyyade est constituée de quatre classes principales :
- les musulmans arabes ;
- les musulmans non arabes (mawālī) ;
- les non musulmans libres (chrétiens, juifs, zoroastriens, etc.) ;
- les esclaves.

Les musulmans arabes sont au sommet de la société, et une grande partie de cette classe sociale voit le fait de régner sur les territoires conquis comme un devoir. Malgré le fait que l'islam prône l'égalité entre tous les musulmans, quelle que soit leur ethnie, la majorité des musulmans arabes se tient en haute estime par rapport aux musulmans non arabes, et les mariages inter-ethniques sont assez rares. Cette inégalité sociale est à l'origine de tensions, les musulmans non arabes devenant de plus en plus nombreux au sein du Califat, au fur et à mesure des conquêtes. C'est l'une des principales causes de la révolte abbasside.
Les groupes non musulmans sont principalement constitués de chrétiens, juifs, zoroastriens et Berbères polythéistes. Ils ont un statut qui les protège, en tant que deuxième classe sociale du Califat, du moment qu'ils reconnaissent et acceptent la suprématie politique des musulmans. Ils sont soumis à l'impôt de la ǧizyah en compensation de leur exemption du service militaire et de la zakāh (aumône des musulmans). Ils sont autorisés à avoir leurs propres tribunaux, et sont libres de pratiquer leurs religions respectives. Bien qu'ils ne puissent occuper les plus hautes fonctions de l'État, ils ont de nombreux postes administratifs.
Les chrétiens et les juifs continuent à produire de grands théologiens au sein de leurs communautés, mais au fil du temps, la plupart des intellectuels se convertissent à l'islam, ce qui conduit à un manque de grands penseurs dans les communautés non musulmanes. Parmi les théologiens et écrivains chrétiens les plus importants de l'époque omeyyade figurent Jean Damascène et Côme de Maïouma. Sarǧūn ibn Manṣūr, père de Jean Damascène, est un exemple notable des chrétiens ayant atteint les plus hautes sphères du Califat. Fils d'un important personnage de Damas qui est officier de l'administration fiscale sous l'empereur romain d'Orient Maurice, puis sous l'occupation iranienne et même à la restauration romaine en 630, Sarǧūn, de rite melchite, suit les pas de son père et est placé à la tête de l'administration fiscale de la Syrie du milieu du VIIe siècle jusqu'à 700, année où il est démis de ses fonctions par ʿAbd al-Malik et remplacé par Sulaymān ibn Saʿd al-Ḫūshāniyy, un Arabe chrétien, dans le cadre de la politique d'arabisation de l'administration menée par le calife. Un autre exemple notable est celui de Maysūn bint Baḥdal, femme de Muʿāwiyah Ier et mère de Yazīd Ier. Le mariage de Muʿāwiyah Ier avec Maysūn est politiquement motivé par le fait qu'elle est la fille du chef des Banū Kalb, grande tribu arabe syriaque orthodoxe étant restée neutre lors de la conquête musulmane de la Syrie. Après les ravages de la peste d'Emmaüs dans les rangs musulmans, ce mariage permet à Muʿāwiyah Ier de s'appuyer massivement sur les chrétiens syriaques orthodoxes dans la lutte contre l'Empire romaine d'Orient. Chrétiens, juifs, samaritains et manichéens sont tous bien traités par Muʿāwiyah Ier, qui restaure par exemple la cathédrale d'Édesse à la suite de sa détérioration lors d'un séisme.
Bien que les Omeyyades aient été sévères dans les conquêtes en Iran, ils offrent une protection et une relative tolérance religieuse aux zoroastriens qui acceptent leur autorité. Il est ainsi rapporté que ʿUmar II, dans une de ses lettres, ordonne de « ne pas détruire une synagogue, une église ou un temple d'adorateurs du feu [c'est-à-dire les zoroastriens] aussi longtemps qu'ils sont réconciliés et convenus avec les musulmans ». L'historien Fred McGraw Donner souligne que les zoroastriens dans le Nord de l'Iran sont très peu pénétrés par l'islam et jouissent d'une large autonomie en échange du paiement de la ǧizyah. En fait, ils continuent à être présents en grand nombre en Iran et ailleurs pendant des siècles après la conquête musulmane, une grande partie du canon des textes religieux zoroastriens étant d'ailleurs élaborée et écrite pendant la période musulmane.

## Art

### Urbanisme
Il existe grossièrement trois types de villes dans le Califat omeyyade :
- Les ʾamṣār : Ce sont des centres urbains créés comme quartiers d'hiver et lieux de repli pour l'armée des conquérants musulmans. Ils suivent un schéma simple : la grande mosquée et dār al-ʾimārah, le palais, occupent le centre, et sont entourés de quartiers d'habitations. Si certaines ʾamṣār périclitent complètement peu de temps après leur création, d'autres se développent considérablement, comme Bassorah, Koufa, Fostat ou Kairouan.
- Les villes hellénistiques et romaines transformées : Le Proche-Orient, sous domination romaine jusqu'à la conquête, est déjà fortement urbanisé. C'est pourquoi moins de cités sont construites dans ces régions, les nouveaux arrivants s'installant dans les villes déjà bâties. Une grande mosquée y est édifiée, soit à la place de l'église, soit sur un lieu laissé vide. L'église peut aussi parfois être coupée en deux, une partie étant réservée au culte chrétien, l'autre au culte musulman.
- Les villes nouvelles : D'autres villes sont créées plus ou moins ex nihilo, sans être pour autant des ʾamṣār, mais simplement de nouveaux centres urbains civils.

### Architecture

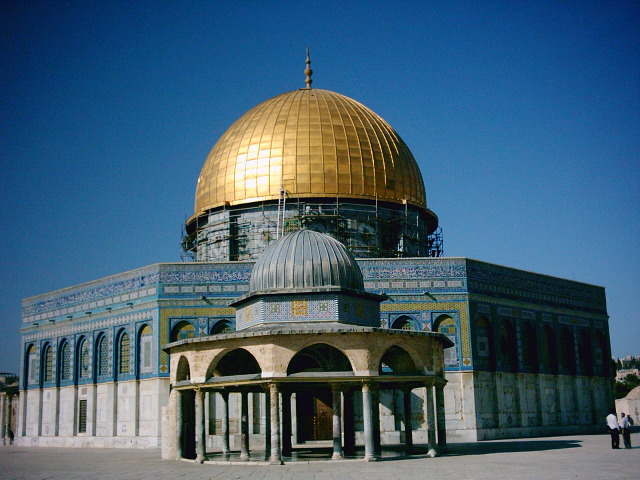
Dôme du Rocher, Jérusalem.

C'est sous les Omeyyades que naît réellement l'architecture religieuse musulmane, à partir du dôme du Rocher. Ce monument très particulier, construit sur l'emplacement du Temple de Salomon, est, selon l'archéologue Oleg Grabar, « le premier monument qui se voulût une création esthétique majeure de l'Islam ». C'est aussi sous les Omeyyades que se met en place le type de la mosquée de plan arabe. L'archétype et le chef-d’œuvre en est la Grande Mosquée des Omeyyades à Damas, réalisée sous le règne d'al-Walīd Ier, entre 705 et 715. D'autres exemples incluent la grande mosquée de Kairouan et la Grande Mosquée d'Alep. Certains de ces bâtiments reflètent la diversité culturelle et ethnique du Califat, telle la Grande Mosquée des Omeyyades, à la construction de laquelle participent des centaines d'artisans grecs, persans, coptes ou encore indiens.
L'architecture civile se développe également, au travers des châteaux du désert. Ils sont nombreux à s'élever dans des plaines syriennes arides, mais auparavant extrêmement verdoyantes et fertiles. Remplissant des fonctions différentes (caravansérails, résidences princières ou de gouverneurs, etc.), ils présentent des plans variés, mais des caractéristiques communes.
Le décor architectural dépend encore beaucoup de l'art byzantin, comme en témoignent le fréquent remploi de colonnes antiques ou les mosaïques à fond d'or réalisées parfois par des artistes romains, parfois par des artisans locaux qui les imitent. La peinture murale est également très développée, comme à Qusair Amra, et on connaît des sculptures en stuc, quasiment les seules rondes-bosses de tout l'art musulman.

### Objets
Les premiers objets omeyyades sont très difficiles à distinguer des objets antérieurs à la période, utilisant les mêmes techniques et les mêmes motifs.

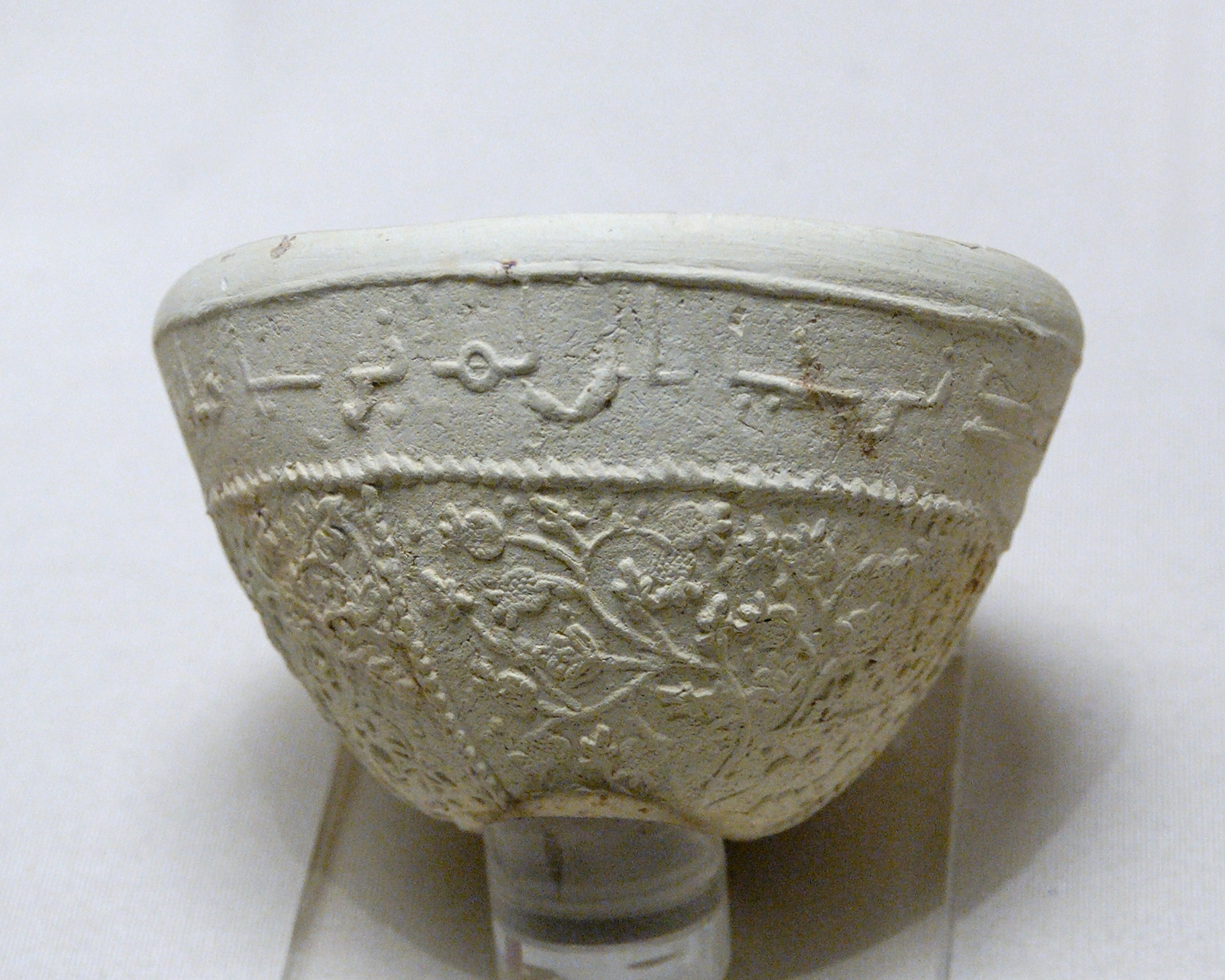
Bol à décor de pampres et de grenades, inscription en arabe, céramique argileuse à décor moulé,, Suse, musée du Louvre.

On connaît notamment une abondante production de céramique non-glaçurée. Les motifs végétaux sont alors sans doute les plus importants. Il existe aussi des pièces recouvertes de glaçures monochromes vertes ou jaunes.
Les artisans travaillent déjà le métal en virtuoses, créant toutes sortes de vaisselles. L'aiguière de Marwān II, au musée islamique du Caire, en est un des plus impressionnants exemples. Composée d'une panse globulaire, d'un haut col finement ajouré, d'une embouchure en forme de coq, elle est un des chefs-d’œuvre de la période omeyyade. Elle est d'ailleurs créée pour l'un des souverains de cette dynastie.

## Postérité
Avec le Califat omeyyade, l'aire de répartition de l'arabe se voit multipliée au fil des conquêtes. De célèbres bâtiments, comme le dôme du Rocher ou la Grande Mosquée des Omeyyades, sont construits pendant cette époque. Cependant, les califes omeyyades souffrent d'une mauvaise réputation dans l'historiographie musulmane, principalement parmi les érudits chiites, et le titre de calife leur est parfois refusé, pour le titre plus séculier de malik, roi. Les adversaires des Omeyyades leur reprochent principalement d'usurper le califat et d'avoir versé le sang de la famille du Prophète, ainsi qu'une certaine indifférence à l'égard de l'islam et ses règles, notamment en négligeant de convertir les populations conquises.
Le Califat omeyyade est aussi bien marqué par son expansion territoriale que par les problèmes administratifs et culturels dus à cette expansion. Hormis quelques exceptions notables, les Omeyyades tendent à favoriser les droits des vieilles familles arabes, particulièrement la leur, aux dépens des nouveaux convertis, conduisant à une vision moins universelle de l'islam, considéré comme le privilège de l'aristocratie conquérante omeyyade, une vision qui s'oppose à celle de la majorité de leurs rivaux. Certains historiens considèrent que les Omeyyades transforment le califat d'une institution religieuse en une institution dynastique et héréditaire. Les califes omeyyades se voient pour la plupart comme les représentants de Dieu sur Terre, au sommet de la communauté des musulmans, et n'éprouvent pas le besoin de partager leur pouvoir religieux avec la classe émergente des érudits religieux. C'est en grande partie cette classe d'érudits, bien basée en Irak, qui est responsable de l'écriture et de la collecte des traditions qui forment les sources primaires de l'histoire omeyyade.
Le nationalisme arabe considère la période omeyyade comme une partie de l'âge d'or arabe, qu'il aspire à restaurer. Cette nostalgie de la période omeyyade est surtout vive dans l'actuelle Syrie, auparavant noyau du Califat omeyyade. Le blanc, une des quatre couleurs panarabes, symbolise d'ailleurs la dynastie omeyyade.

## Liste des califes
| Portrait                                                        | Nom                                          | Début du règne   | Fin du règne     | Notes                                                                                |
| --------------------------------------------------------------- | -------------------------------------------- | ---------------- | ---------------- | ------------------------------------------------------------------------------------ |
| Photographie d'un dirham à l'effigie de Muʿāwiyah Ier           | Muʿāwiyah Ier (602 – 6 mai 680)              | 661              | 6 mai 680        |                                                                                      |
| Photographie d'un dirham à l'effigie de Yazīd Ier               | Yazīd Ier (23 juillet 645 – 11 novembre 683) | 6 mai 680        | 11 novembre 683  | Fils de Muʿāwiyah Ier.                                                               |
| Photographie d'un dirham à l'effigie de Muʿāwiyah II            | Muʿāwiyah II (23 mars 661 – février 684)     | 11 novembre 683  | janvier 684      | Fils de Yazīd Ier. Abdique en faveur de Marwān Ier après un règne de quarante jours. |
| Photographie d'un dirham frappé durant le règne de Marwān Ier   | Marwān Ier (28 mars 623 – 7 mai 685)         | janvier 684      | 7 mai 685        | Issu d'une autre branche des Omeyyades.                                              |
| Photographie d'un dinar à l'effigie de ʿAbd Al-Malik            | ʿAbd al-Malik (646 – 9 octobre 705)          | 7 mai 685        | 9 octobre 705    | Fils de Marwān Ier.                                                                  |
| Photographie d'une pièce frappée durant le règne d'al-Walīd Ier | Al-Walīd Ier (668 – 23 février 715)          | 9 octobre 705    | 23 février 715   | Fils de ʿAbd al-Malik.                                                               |
|                                                                 | Sulaymān (vers 675 – 22 septembre 717)       | 23 février 715   | 22 septembre 717 | Fils de ʿAbd al-Malik et frère cadet d'al-Walīd Ier.                                 |
|                                                                 | ʿUmar II (2 novembre 682 – 31 janvier 720)   | 22 septembre 717 | 31 janvier 720   | Fils de ʿAbd al-ʿAzīz (frère cadet de ʿAbd al-Malik).                                |
| Photographie d'une pièce à l'effigie de Yazīd II                | Yazīd II (vers 690-691 – 26 janvier 724)     | 31 janvier 720   | 26 janvier 724   | Fils de ʿAbd al-Malik et frère cadet de Sulaymān.                                    |
| Photographie du buste de Hišām                                  | Hišām (691 – 6 février 743)                  | 26 janvier 724   | 6 février 743    | Fils de ʿAbd al-Malik et frère cadet de Yazīd II.                                    |
| Photographie d'une fresque murale du futur al-Walīd II          | Al-Walīd II (709 – 16 avril 744)             | 6 février 743    | 16 avril 744     | Fils de Yazīd II. Mort assassiné.                                                    |
|                                                                 | Yazīd III le Réducteur (705 – 3 octobre 744) | 16 avril 744     | 3 octobre 744    | Fils d'al-Walīd Ier.                                                                 |
|                                                                 | ʾIbrāhīm (? – 25 janvier 750)                | 4 octobre 744    | 4 décembre 744   | Fils d'al-Walīd Ier. Tué par les Abbassides.                                         |
|                                                                 | Marwān II (691 – 6 août 750)                 | 4 décembre 744   | 25 janvier 750   | Fils de Muḥammad ibn Marwān (frère cadet de ʿAbd al-ʿAzīz). Tué par les Abbassides.  |